# Прощание Гектора с Андромахой (картина Лосенко)
«Проща́ние Ге́ктора с Андрома́хой» — картина русского художника Антона Лосенко (1737—1773), написанная в 1773 году. Принадлежит Государственной Третьяковской галерее (инв. 5814). Размер полотна — 156,3 × 212,5 см. Сюжет картины связан с описанным в «Илиаде» эпизодом Троянской войны — прощанием главного военачальника троянцев Гектора с его женой Андромахой и сыном Астианаксом. Тему прощания с семьёй отправляющегося на битву с греками троянского героя художник объединяет с темой патриотического подвига и гражданского долга.
Лосенко работал над полотном по заказу императрицы Екатерины II. Некоторые детали картины остались не вполне завершёнными из-за смерти художника, скончавшегося в возрасте 36 лет от водяной болезни. После смерти Лосенко особенности построения картины «Прощание Гектора с Андромахой» были взяты на вооружение его учениками и «развиты в неписанную систему композиционного мышления, оказавшую влияние на последующую историю русской исторической живописи». В течение пяти десятилетий полотно считалось в русской живописи «эталоном исторической классицистической картины».
Искусствовед Авраам Каганович называл полотно «Прощание Гектора с Андромахой» зрелой работой, в полной мере демонстрирующей «высокие профессиональные способности художника как композитора, рисовальщика и живописца». По мнению искусствоведа Нонны Яковлевой, картина «Прощание Гектора с Андромахой» и в XXI веке может служить «идеальным учебным пособием, иллюстрирующим композиционные, колористические, идейные принципы классицизма».

## История
В 1758 году Антон Лосенко начал обучение в Императорской Академии художеств (ИАХ), которая была основана незадолго до этого, в 1757 году. Его наставниками были французские художники Луи-Жозеф Ле Лоррен, Жан Луи де Велли и Луи Жан-Франсуа Лагрене, приглашённые в Россию куратором Академии Иваном Шуваловым. В 1760 году Лосенко в качестве пенсионера ИАХ был отправлен в Париж, где он совершенствовал своё мастерство под руководством художника Жана Ресту-младшего, который в то время был директором Королевской Академии живописи и скульптуры. В конце 1762 года Лосенко вернулся в Россию, но вскоре ему продлили срок пенсионерства, и в 1763 году он опять отправился во Францию, где пробыл до 1765 года, — в этот период его наставником был Жозеф-Мари Вьен. В конце 1765 года Советом ИАХ было удовлетворено прошение Лосенко о продлении срока пенсионерства на три года, и художник переехал из Парижа в Рим.

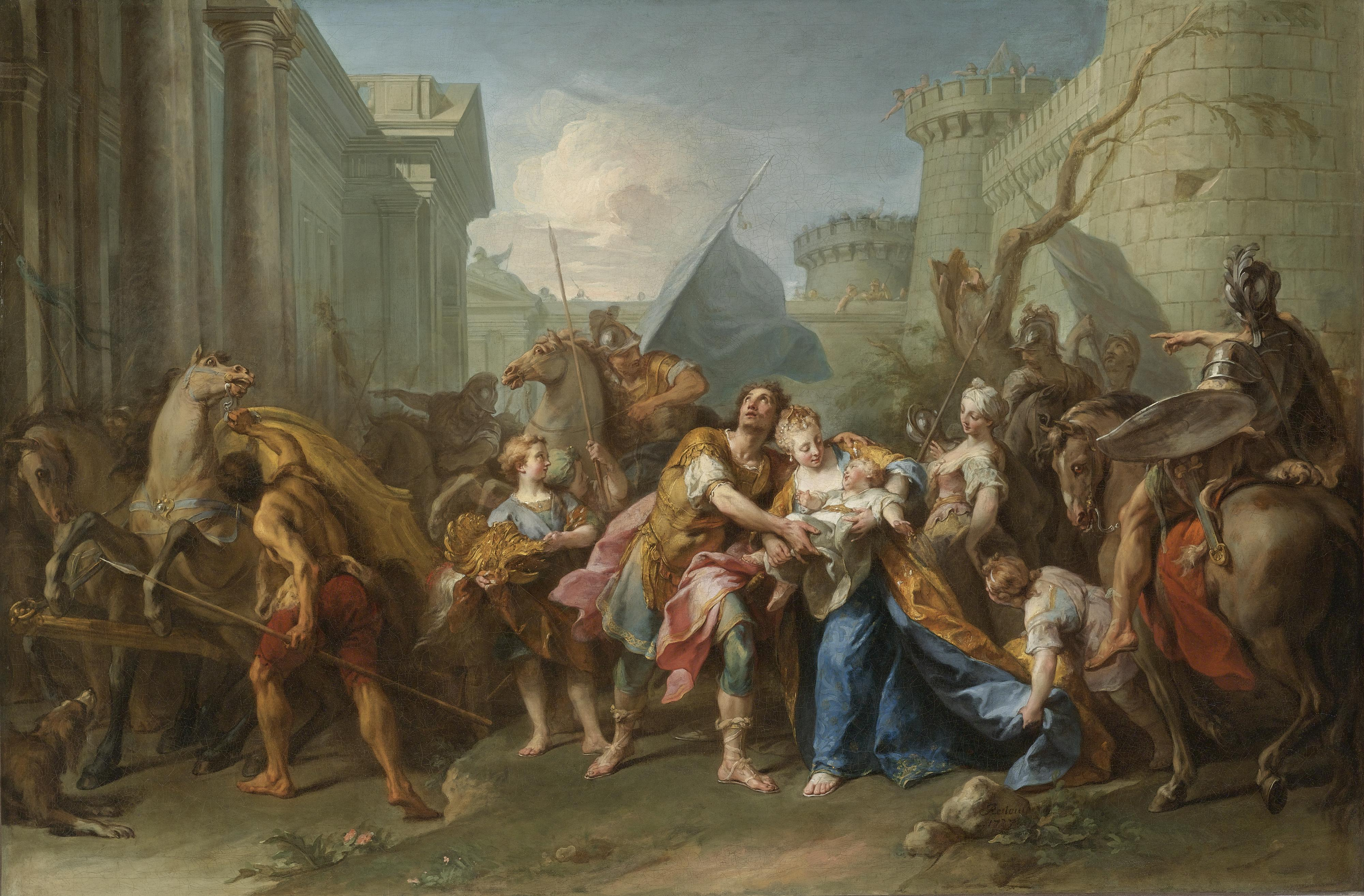
Жан Ресту-младший. Прощание Гектора с Андромахой (1727)

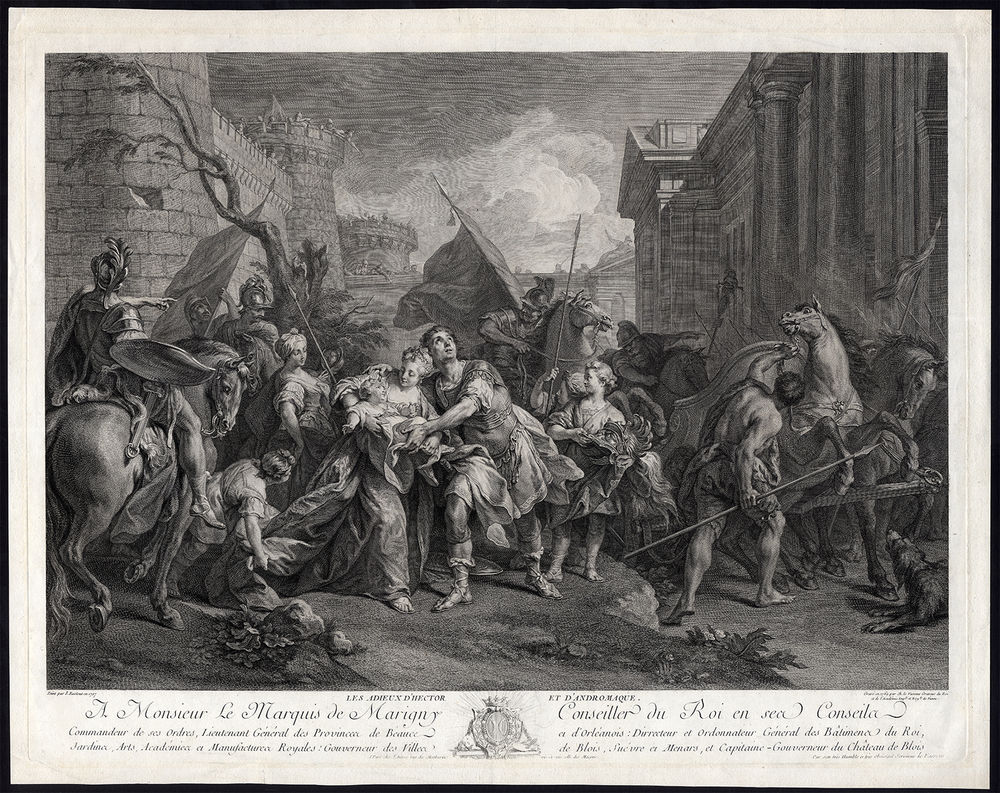
Жан-Шарль Левассёр. Прощание Гектора с Андромахой (гравюра, 1769)

В 1769 году Лосенко вернулся в Россию. В том же году он начал работу над полотном «Владимир и Рогнеда», которое стало одним из первых живописных произведений на сюжет из российской истории. Картина была окончена в 1770 году, и за неё художник получил звание академика. Вскоре после этого Лосенко стал профессором ИАХ и возглавил класс исторической живописи, а в 1772 году он был назначен директором Академии художеств, исполняя эти обязанности совместно с Николя-Франсуа Жилле.
Несмотря на то, что руководство Академией и преподавание отнимали много времени и сил, Лосенко продолжал свою творческую деятельность. Его следующим (и, как оказалось, последним) значительным произведением стала картина «Прощание Гектора с Андромахой», сюжет которой был основан на описанных в «Илиаде» событиях Троянской войны. Известно, что картина создавалась по заказу императрицы Екатерины II, и художник работал над ней в 1773 году, хотя, по словам искусствоведа Авраама Кагановича, «нет сомнения в том, что начата она была раньше».
Прообразом картины «Прощание Гектора с Андромахой» послужило написанное в 1727 году одноимённое полотно Жана Ресту-младшего, который был наставником Лосенко во время пенсионерской поездки 1760—1762 годов. Напоминанием о картине Ресту для Лосенко могла служить гравюра, сделанная французским гравёром Жаном-Шарлем Левассёром в 1769 году. При работе над полотном Лосенко использовал текст «Илиады» на французском языке из собственной библиотеки — книга была проиллюстрирована гравюрами, на одной из которых была изображена сцена прощания Гектора и Андромахи.

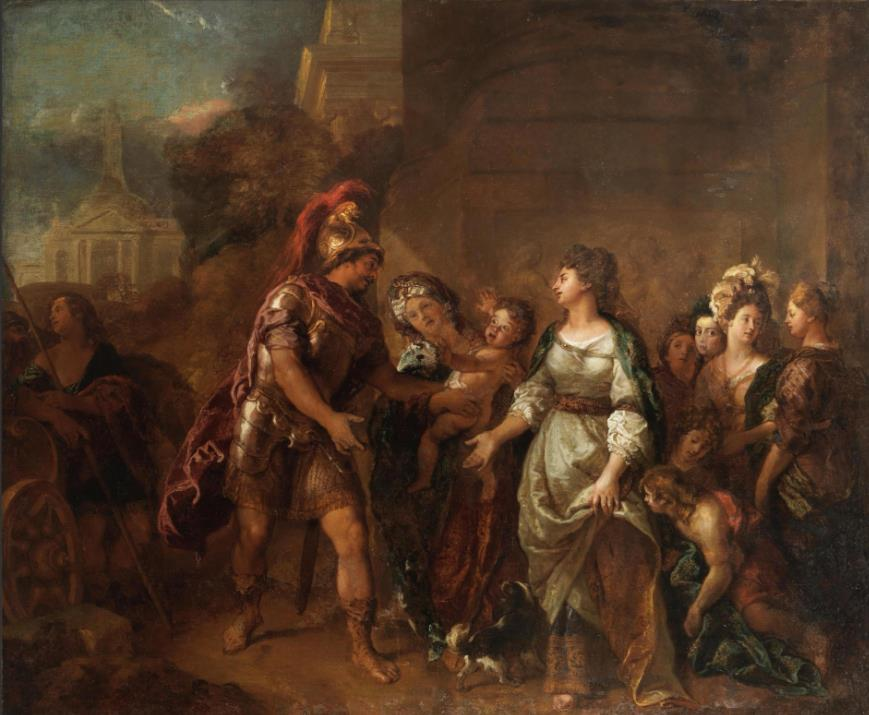
Шарль де Лафосс. Прощание Гектора с Андромахой (1699)

У Лосенко также был экземпляр изданной в 1757 году на французском языке книги Анна Клода Филиппа де Леви Келюса «Картины на сюжеты из „Илиады“ и „Одиссеи“ Гомера, из „Энеиды“ Вергилия и т. д.» (фр. Tableaux tirés de l'Iliade, de l'Odyssée d'Homère et de l'Enéide de Virgile, avec des observations sur le costume), в которой автор, обсуждая сюжет прощания Гектора и Андромахи, советовал художникам придерживаться гомеровского текста и приводил в качестве примера картину Шарля де Лафосса. Лосенко мог также пользоваться трудом итальянского историка XIII века Гвидо де Колумны под названием «История о разорении Трои, столичного града Фригийского царства, из разных древних писателей собранная» — ко времени написания картины появилось уже несколько изданий этого труда на русском языке; известно, что по крайней мере одно из этих изданий находилось в библиотеке ИАХ.
Некоторые детали полотна Лосенко остались не вполне завершёнными из-за смерти художника, который скончался 23 ноября (4 декабря) 1773 года от водяной болезни. В стихотворении «Умершему Академии художеств господину профессору и директору Антону Павловичу Лосенкову», которое замышлялось в качестве эпитафии, поэт Василий Майков написал: «Прощаясь с Гектором несчастна Андромаха, / Не конченна тобой, уж зрится такова, / Какою должно быть смущённой ей от страха — / Печаль её тобой представлена жива». Картина стояла на мольберте в мастерской Лосенко до самых последних дней его жизни. По словам искусствоведа Алексея Савинова, «картина была почти окончена».
В течение полувека «Прощание Гектора с Андромахой» считалось в русской живописи «эталоном исторической классицистической картины» — до тех пор, пока в 1824 году Фёдор Бруни не написал своё полотно «Смерть Камиллы, сестры Горация».
Картина «Прощание Гектора с Андромахой» находилась в Музее Императорской Академии художеств, после революции перешла в Государственный музейный фонд, а в 1924 году была передана в Третьяковскую галерею. Полотно экспонировалось на выставках «У истоков русской живописи» (ГТГ, Москва, 1925), «Русская историческая живопись» (ГТГ, Москва, 1939), «225 лет Академии художеств» (Москва, 1983—1984), а также на ретроспективной выставке Лосенко, состоявшейся в 1987—1988 годах в Государственном Русском музее в Ленинграде.

## Описание

### Сюжет
- Песнь шестая — Свидание Гектора с Андромахой

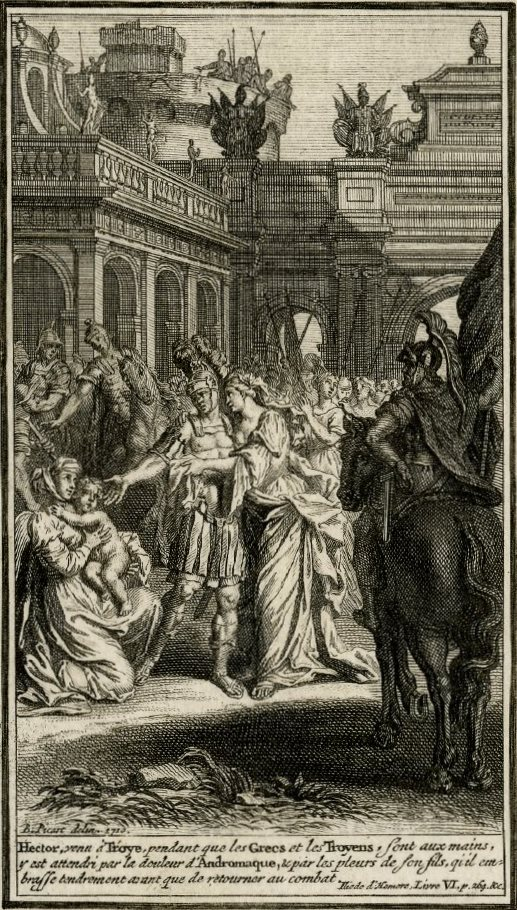
Бернар Пикар. Прощание Гектора с Андромахой (гравюра из «Илиады», 1711)

Сюжет картины основан на событиях Троянской войны, описанных в «Илиаде» — эпической поэме, приписываемой Гомеру. Главный военачальник троянцев Гектор собирается на битву с греками-ахейцами, осаждающими Трою. У Скейских ворот, через которые он собирается выйти из города, Гектор встречает свою жену Андромаху, которая держит на руках их малолетнего сына Астианакса.
Предчувствуя беду, Андромаха уговаривает мужа не рисковать своей жизнью: «Сжалься же ты надо мною и с нами останься на башне, / Сына не сделай ты сирым, супруги не сделай вдовою». Но патриотические чувства Гектора берут верх — он считает, что обязан защищать троянцев и принять участие в битве. Гектор предчувствует поражение своего войска и гибель Трои, которые приведут к рабству и страданиям его близких, но на мольбы Андромахи отвечает отказом: «Всё и меня то, супруга, не меньше тревожит; но страшный / Стыд мне пред каждым троянцем и длинноодежной троянкой, / Если, как робкий, останусь я здесь, удаляясь от боя». Затем Гектор попытался обнять сына, но тот отпрянул от отца, «Яркою медью испуган и гребнем косматовласатым, / Видя ужасно его закачавшимся сверху шелома». Сняв с головы испугавший ребёнка шлем, Гектор взял Астианакса и обратился с мольбой к богам:

Зевс и бессмертные боги! о, сотворите, да будет

Сей мой возлюбленный сын, как и я, знаменит среди граждан;

Так же и силою крепок, и в Трое да царствует мощно.

Пусть о нём некогда скажут, из боя идущего видя:

Он и отца превосходит! И пусть он с кровавой корыстью

Входит, врагов сокрушитель, и радует матери сердце!
Именно этот момент патетического обращения Гектора к богам и изобразил Лосенко на своей картине. Тему прощания троянского героя с семьёй художник объединяет с темой патриотического подвига и гражданского долга, с клятвой Гектора в верности своему народу, выраженной в его стремлении «Чашу свободы поставить в обителях наших свободных, / После изгнанья из Трои ахеян меднодоспешных».

### Действующие лица и композиция
Композиция картины включает в себя несколько групп людей. Центральную группу, к которой принадлежат Гектор, Андромаха с Астианаксом, а также стоя́щая слева от них служанка, окружают две группы «хора», составленные в основном из троянских воинов. Кроме того, справа на заднем плане есть ещё одна группа, к которой относятся коневод и вооружённая свита.

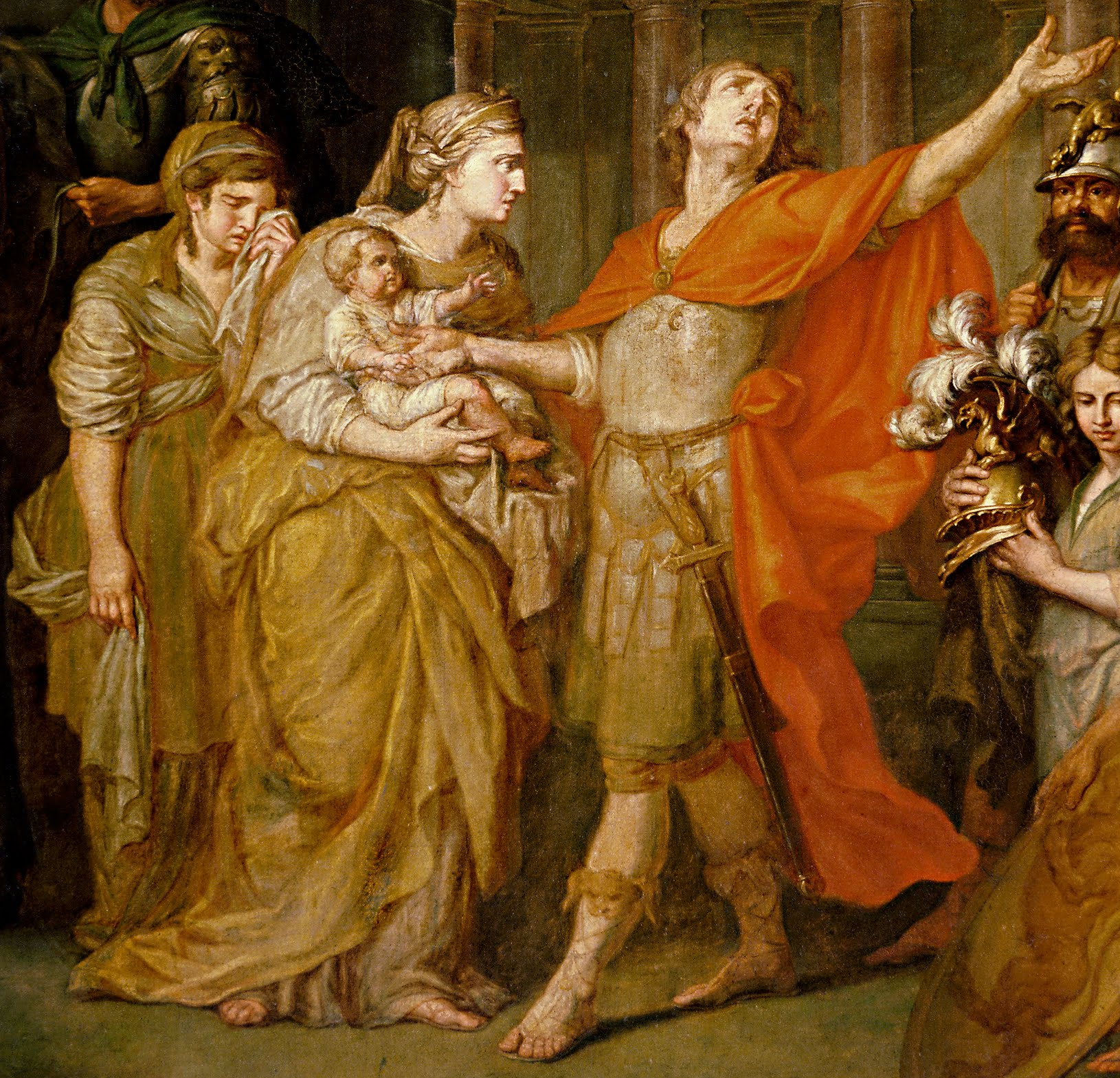
Центральная группа

В композиционном центре картины находится Гектор, который показан народным героем, исполненным самоотверженности. Он стоит около Андромахи, держась правой рукой за маленькую ручку своего сына. Произнося слова клятвы, он протянул левую руку в сторону, показывая, что он обращается ко всем троянцам. Это подчёркивает избранную художником трактовку главного героя, согласно которой он является и любящим отцом, и верным гражданином Трои. Центральное положение Гектора в композиции картины подчёркивается его развевающимся на ветру красным плащом-гиматием. Выражение лица, устремлённый вверх взгляд и приоткрытый рот свидетельствуют об искренности как его клятвы, так и переполняющих его чувств. При этом, по словам искусствоведа Авраама Кагановича, «лицо Гектора, его фигура не вызывают в памяти античный прообраз, они так же реальны, как и модель, которой несомненно пользовался художник». Одежда Гектора, включая его плащ, написана в живописных традициях XVIII века и более напоминает барокко, чем классический стиль, а в его внешности «гораздо больше реальной простоты, чем эпического величия». В целом здесь сказывается традиция русского классицизма, который, избегая чрезмерной абстрактности, вносил в изображения героев элементы конкретности, что делало их более понятными и близкими для зрителей. Главное содержание образа Гектора у Лосенко в том, что он «полон силы, веры в победу высокого патриотического порыва». Поэтому этот образ героя-троянца вызывал у зрителя не простое сострадание, а чувство искреннего уважения.
Образ Андромахи, также занимающий центральное место в композиции картины, является, по мнению Кагановича, менее удачным, чем образ Гектора, — в частности, потому что «он более других испытал на себе влияние абстрактной классики». С маленьким сыном на руках, она обращена к Гектору и внимательно вслушивается в его слова, но её внимание производит поверхностное впечатление, а по своему облику «она, пожалуй, самый чуждый персонаж в толпе лосенковских троянцев». Вероятно, это связано с тем, что её образ был не вполне закончен художником — в частности, лицо и глаза Андромахи «только подготовлены для живописи», а на её одежде можно заметить «обилие намеченных и ещё не выявленных складок».
Образ плачущей служанки также принадлежит к центральной группе. Она является характерным персонажем картины, и её образ присутствует в подготовительных эскизах Лосенко, начиная с самых ранних. Она плачет, утирая слёзы концом своей косынки; её костюм мало отличается от обычной одежды XVIII века. По-видимому, художника привлекал этот «образ чувствительной женщины, трогательной своей добротой и искренностью переживаний», который рассматривался как «вполне реальный образ простого человека из народа». По словам филолога Эры Кузнецовой, «в её образе гораздо больше естественности, непосредственности и задушевности, чем в образе её госпожи». Лирический и трогательный образ служанки предвосхищает изображения крестьянок, созданные в начале XIX века Алексеем Венециановым. При этом служанка как бы является составной частью образа Андромахи, тесно и неразрывно связанной с ним, неотделимой от него.
Правая группа состоит из пяти фигур. К ним относятся юноша, поддерживающий щит, мальчик или девушка со шлемом Гектора (тем самым, который испугал Астианакса), отвернувшийся от зрителя высокорослый воин в доспехах и с султаном на шлеме, ещё один воин с тёмной бородой, а также молодой троянец, выглядывающий из-за его спины и с восхищением смотрящий на Гектора. Изображение чернобородого воина считается одним из наиболее удачных в картине, несмотря на то, что он «бесконечно далёк от античного идеала» и скорее воспринимается как продолжение работы Лосенко над крестьянскими образами, которые встречались в его более ранних произведениях.
Искусствоведы также отмечают большое мастерство художника, проявленное им при создании образов воинов, изображённых сидящими и стоящими в левой части картины, которые тоже воспринимаются в качестве активных участников композиции. К ним можно отнести и всадника со знаменем, находящегося за спиной служанки.
Значительную роль в композиции полотна играет архитектурный фон — Лосенко стремился как можно шире воспользоваться его возможностями и сделать его активным элементом и важным фактором образной выразительности картины. В XVIII веке никто не имел представления о том, как выглядели здания, стены, ворота и оборонительные укрепления Трои, — Лосенко писал свою картину за сотню лет до того, как в 1870-х годах археологическая экспедиция Генриха Шлимана начала раскопки на месте подлинной Трои. Таким образом, главным источником информации для художника была «Илиада», которая изобиловала поэтическими преувеличениями. На картине Лосенко архитектурный образ древнего города выглядит весьма грандиозно — «высокая стена с рядом дорических колонн, огромные, в античном духе ворота и крепостные башни на втором плане создают впечатление подлинного величия».

## Эскизы и этюды

### Эскизы
В собрании Государственного Русского музея хранится графический набросок-эскиз «Прощание Гектора с Андромахой» (серая бумага, итальянский карандаш, 21,8 × 29,1 см, инв. Р-1206), представляющий собой один из ранних вариантов композиционного построения будущего полотна. В отличие от окончательной версии картины, на этом рисунке Гектор находится слева от Андромахи и служанки, вытянув правую (а не левую) руку.
В Государственной Третьяковской галерее хранится одноимённый живописный эскиз картины «Прощание Гектора с Андромахой» (холст, масло, 48,3 × 63,5 см, инв. Ж-1062). Совет Третьяковской галереи приобрёл эскиз в 1917 году у московского коллекционера Н. С. Гаврилова (правнука Ф. П. Макеровского). Отмечая мягкость цветовых отношений и цельность колористической среды, Авраам Каганович писал, что «в русской исторической живописи XVIII столетия этот эскиз сохраняет уникальное положение самого живописного произведения».
Эскизы картины «Прощание Гектора с Андромахой»

### Графические этюды
Несколько графических этюдов, созданных Лосенко при подготовке к написанию картины, хранятся в Государственном Русском музее — «Плачущая служанка» (бумага, графитный карандаш, мел, 27,2 × 11,6 см, инв. Р-1208), «Три воина с оружием Гектора» (бумага, графитный карандаш, мел, 23,9 × 16,0 см, инв. Р-1216), «Рука» (бумага, карандаш, 15,5 × 22,0 см, инв. Р-1200), «Мужская голова» (бумага, карандаш, 13,6 × 10,3 см, инв. Р-1202) и «Рука» (бумага, карандаш, мел, 25,5 × 13,5 см, инв. Р-13012). Авраам Каганович полагает, что подготовительный рисунок к образу плачущей служанки, по всей видимости, был исполнен с натуры — по его словам, этот этюд «живой и экспрессивный, по-лосенковски верно передающий модель». Набросок к фигурам трёх воинов, сделанный для действующих лиц из правой группы, Каганович называл «типичным примером эскиза к картине, в котором художника прежде всего интересовала взаимосвязь персонажей, их пространственное положение, характер действия».
Графические этюды для картины «Прощание Гектора с Андромахой»
В собрании Государственной Третьяковской галереи находятся этюды «Юноша, подающий щит. Рука, согнутая в локте» (начало 1770-х, бумага серая грунтованная, итальянский карандаш, мел, 28,7 × 22,4 см, инв. 26513, альбом, лист 18, наклеен на лист альбома) и «Голова плачущей женщины» (начало 1770-х, бумага голубая грунтованная, свинцовый карандаш, 14,7 × 12,5 см, инв. Р-1347). Первый из них ранее находился в петербургском собрании А. Р. Томилина, а затем в московском собрании А. Ф. Захарова, у которого был приобретён галереей в 1944 году. Этот этюд, на котором изображён нагнувшийся молодой воин с щитом, «отличается большим мастерством исполнения, верностью пропорций и полной ясностью характера модели», он хорошо передаёт движение юноши, а также положение торса и головы. Рисунок «Голова плачущей женщины», также известный под названием «Голова плачущей служанки», ранее находился в собрании А. Ф. Коростина, а затем у И. А. Коростиной, у которой был приобретён галереей в 1971 году и в том же году отреставрирован Е. Н. Дивовой. Этот этюд, который считается «одним из самых ранних и самых выразительных образов русской женщины-крестьянки, созданных в XVIII веке», является свидетельством вдумчивых поисков образа служанки.
Три графических этюда хранятся в Музее Российской академии художеств в Санкт-Петербурге — «Мужчина с палкой» (бумага, карандаш, 29,1 × 22,2 см, инв. 1874), «Два воина» (бумага, карандаш, 39,5 × 28,0 см, инв. 1876) и «Воин в каске» (бумага, карандаш, 27,5 × 24,0 см, инв. 1875). В собрании Государственного музея изобразительных искусств имени А. С. Пушкина находится этюд «Ребёнок» (бумага серая грунтованная, карандаш, 21,1 × 13,5 см, инв. ГР-850, из коллекции И. С. Зильберштейна), на котором изображён полулежащий обнажённый ребёнок. Этот рисунок был использован художником для образа Астианакса.
Графические этюды для картины «Прощание Гектора с Андромахой»

## Отзывы
В одном из писем, написанных в начале 1790-х годов, писатель и просветитель Михаил Муравьёв вспоминал: «С каким удовольствием насыщались мы зрением картины Лосенкова. В его прощаниях Гектора и Андромахи узнавали мы Гомера. Чело героя откровенное, руки, простёртые для приятия младенца, мужество родителя, приятным образом противуположенное нежности и страхам матери. Видя одни черты только, мы угадывали чувствования их и слышали, кажется, разговоры».
В опубликованной в 1914 году обзорной статье о творчестве Лосенко искусствовед Сергей Эрнст писал, что события, изображённые в «Гекторовом прощании», разворачиваются на фоне монументальной архитектуры, «под облачным беспокойным небом». По словам Эрнста, «всё действие свободно и стройно, хотя несколько холодно и парадно», при этом «в общем замысле есть какая-то нотка истинного пафоса, истинного размаха». Эрнст также отмечал приятность колорита картины, включающего в себя «усталые гармонии» бледно-зелёного, красного и серого цветов. Не скрывая своего отрицательного отношения к академической живописи, Эрнст писал, что, возможно, именно из-за своей неоконченности полотно лишено привкуса холода и мертвенности, «столь обычных в академических композициях Лосенко».

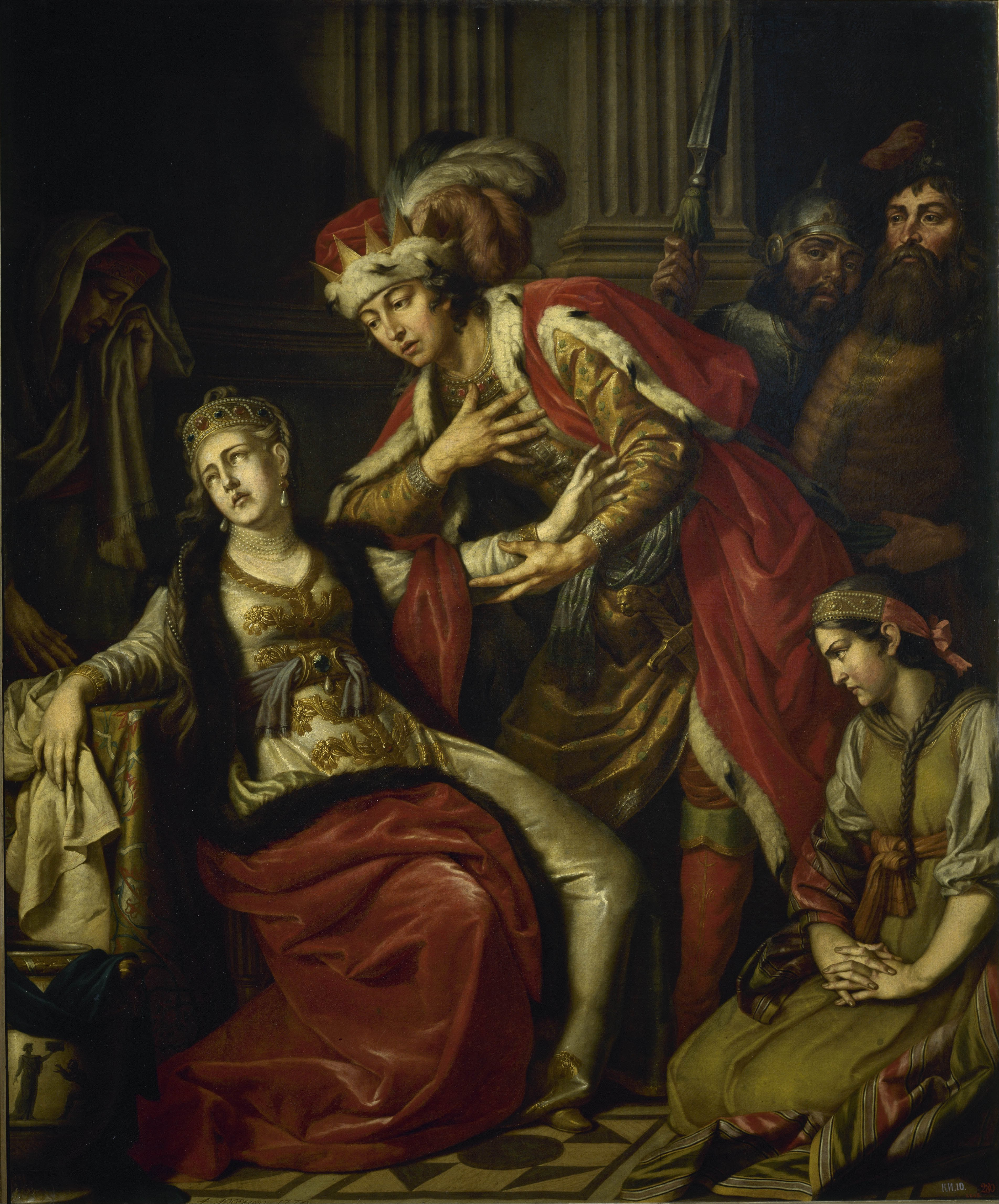
Антон Лосенко. Владимир и Рогнеда (1770, ГРМ)

Искусствовед Алексей Савинов отмечал, что, как и в своей более ранней картине «Владимир и Рогнеда» (1770, ГРМ), в «Прощании Гектора с Андромахой» Лосенко «соединял великое и простое, театральную приподнятость и жизненную естественность», используя разнообразие художественных приёмов в поисках бо́льшей выразительности содержания. К элементам оригинального стиля Лосенко, по мнению Савинова, относятся «строгая, чёткая композиция, пространственность построения, сильные контрасты цвета и тени, живописность картины в целом, суровость рядом с эмоциональной приподнятостью, фигуры то в резком движении, то неподвижные».
По словам искусствоведа Всеволода Петрова, картины Антона Лосенко «Владимир и Рогнеда» и «Прощание Гектора с Андромахой» стоят у истоков «стойкой и непрерывной традиции „исторического жанра“», закрепившейся в системе академического искусства и на долгое время предопределившей направление развития русской исторической живописи. При этом, по мнению Петрова, именно в полотне «Прощание Гектора с Андромахой» «с наибольшей отчётливостью оформились те художественные принципы, которые в дальнейшем легли в основу всей исторической живописи в Академии художеств XVIII — первой трети XIX века».

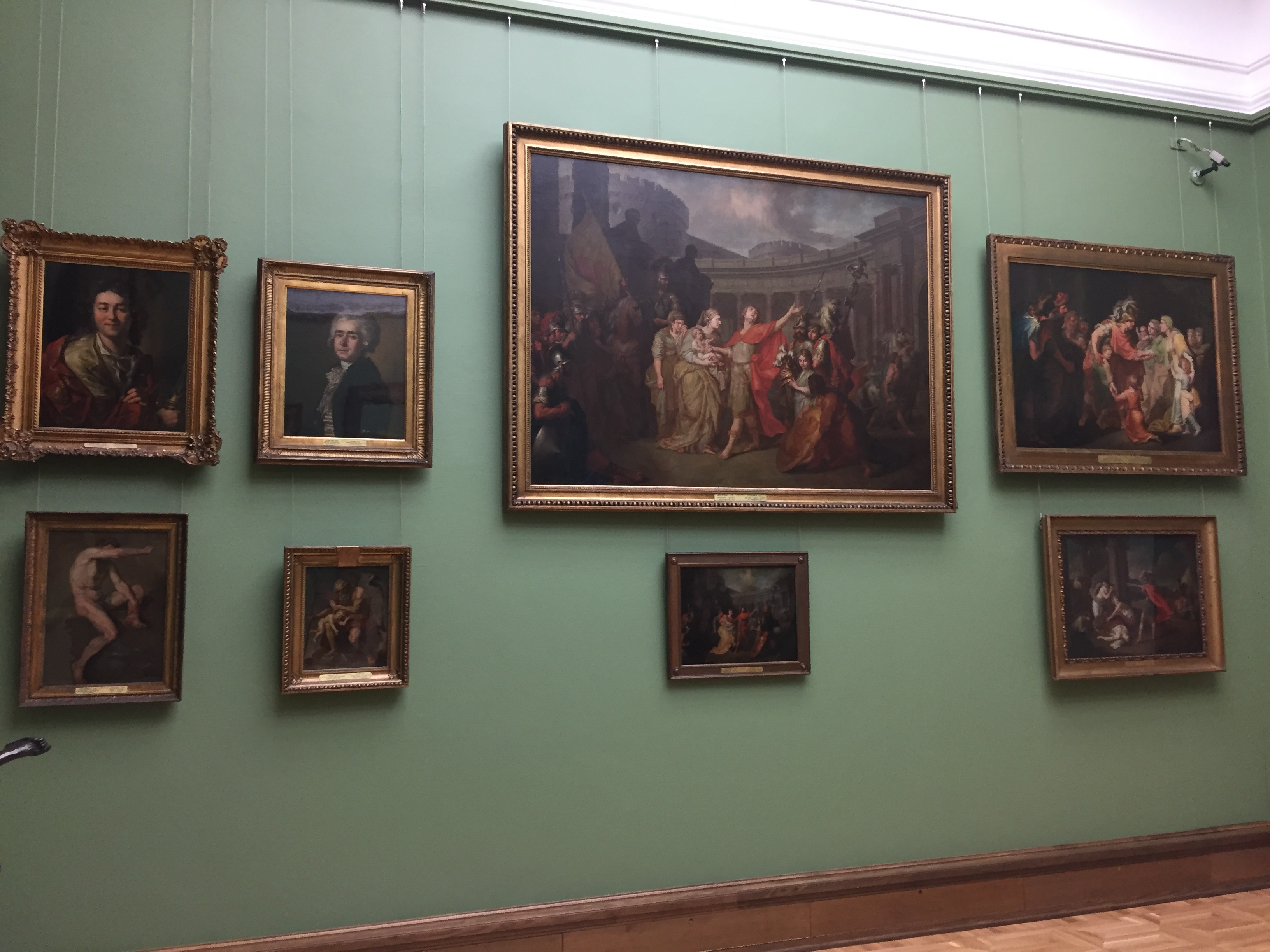
Картина «Прощание Гектора с Андромахой», эскиз к ней, а также другие произведения Лосенко в ГТГ

Искусствовед Авраам Каганович называл полотно «Прощание Гектора с Андромахой» зрелой работой, в полной мере демонстрирующей «высокие профессиональные способности художника как композитора, рисовальщика и живописца», а также «его метод ведения картины и взгляды на закономерности построения исторического полотна». После смерти Лосенко эти особенности построения картины были взяты на вооружение его учениками и «развиты в неписанную систему композиционного мышления, оказавшую влияние на последующую историю русской исторической живописи».
Искусствовед Алла Верещагина приводила лосенковское полотно «Прощание Гектора с Андромахой» в качестве примера того, как по мере развития классицизма в русской живописи «в её сюжетный круг всё активнее вклинивается античная тематика». По словам Верещагиной, в отличие от более ранней картины «Владимир и Рогнеда», где «акцент был сделан на раскрытии лирических свойств души героя», в «Прощании Гектора с Андромахой» художник «показал гражданские добродетели человека». Отмечая красоту колорита как живописного эскиза, так и основного полотна, Верещагина писала, что «с чисто живописной точки зрения вещи эти интереснее всех более ранних работ Лосенко».
По мнению искусствоведа Нонны Яковлевой, картина «Прощание Гектора с Андромахой» и в настоящее время может служить «идеальным учебным пособием, иллюстрирующим композиционные, колористические, идейные принципы классицизма». Сравнивая последнее произведение Лосенко с его более ранними работами, Яковлева писала, что в нём можно отметить «внешнюю пафосность и внутреннюю холодноватость». Впрочем, по словам Яковлевой, классицистические театральные постановки того времени также отличались пафосом, так что «он никому не „резал глаз“», — по этой причине картину можно назвать «образцово классицистической».